# 빙실
빙실(氷室)은 얼음과 눈을 저장하여 냉온 저장고 역할을 하는 시설이다. 고대부터 세계 각지에서 사용되어 온 축열 시설이며, 기후에 의해 빙설이 녹는 지역이나 일년 내내 빙설이 없는 지역에서 흔히 볼 수 있다.